# Joachim Mischke
Joachim Mischke (* 17. November 1964 in Flensburg) ist ein deutscher Journalist, Autor von Sachbüchern und Musikkritiker.

## Leben
Joachim Mischke studierte Anglistik, Musikwissenschaft und Publizistik an der Westfälischen Wilhelms-Universität Münster. Während seiner Studienzeit arbeitete er als freier Mitarbeiter u. a. bei der Süddeutschen Zeitung, dem Westdeutschen Rundfunk, beim Stern und der Musikzeitschrift Jazzthetik. Seine Magisterarbeit schrieb er über den US-amerikanischen Komponisten Aaron Copland. Seit 1993 arbeitet Mischke beim Hamburger Abendblatt als Kulturredakteur und Musikkritiker.
Von Beginn an beschäftigte sich Mischke mit der Entstehung der Hamburger Elbphilharmonie. Hieraus entstanden die Bücher Elbphilharmonie (2016) und Geschichten und Geheimnisse der Elbphilharmonie (2021). 2011 und 2014 leitete Mischke Seminare an der Bucerius Law School, seit 2017 sitzt er in der Jury zum Preis der deutschen Schallplattenkritik.

## Veröffentlichungen
- 2008: Hamburg Musik!, Verlag Hoffmann und Campe, Hamburg, ISBN 978-3-455-50044-8
- 2013: Nimm meine ganze Seele zum Morgengruße (Die schönsten Briefe Richard Wagners), Verlag Hoffmann und Campe, Hamburg, ISBN 978-3-455-50282-4 (Hrsg.)
- 2016: Ziel Elbphilharmonie: Musik der Stadt in zehn Porträts, Hamburger Bücherstube Felix Jud, ISBN 978-3-9813318-4-4
- 2016: Elbphilharmonie (Bildband, mit Fotos von Michael Zapf), Verlag Edel Germany, Hamburg, ISBN 978-3-8419-0481-2
- 2020: Der Klassik-Kanon. 44 Komponisten, von denen man gehört haben muss, Verlag Hoffmann und Campe, Hamburg, ISBN 978-3-455-01003-9
- 2021: Geschichten und Geheimnisse der Elbphilharmonie, Verlag Hoffmann und Campe, Hamburg, ISBN 978-3-455-01257-6

## Auszeichnungen
- 2007: Puk-Journalistenpreis
- 2014: 3. Platz „Journalisten des Jahres 2014“ des Medium Magazins für die Berichterstattung über die Elbphilharmonie (gemeinsam mit seinen Abendblatt-Kollegen Jan Haarmeyer und Andreas Dey)
- 2015: Nominierung zum Michael-Althen-Preis für einen Text über den Pianisten Grigori Lipmanowitsch Sokolow